# Jim O'Brien
Jim O'Brien (* 29. ledna 1989 v Maplewood, Minnesota) je bývalý americký hokejový útočník.

## Hráčská kariéra
S juniorským hokejem začínal v sezóně 2003/2004 v lize MWEHL v týmu Detroit Little Caesars kde strávil celou sezónu a poté odešel na dva roky do Amerického rozvojového programu. Před začátkem nové sezóny 2006/2007 odešel do University of Minnesota ale než mohl nastoupit do ligy musel požádat o výjimku aby mohl nastoupil za tým, kdy byl nejmladším hráčem v sezóně. V roce 2007 byl draftován do NHL v 1. kole (celkově 29.) týmem Ottawa Senators. Po draftu odešel do ligy WHL do týmu Seattle Thunderbirds kde odehrál dvě sezóny a zařadil se mezi kvalitní útočníky v kanadském bodování. 30. března 2009 se připojil k záložnímu týmu Ottawy do Binghamton Senators kde odehrál 6 zápasu v závěru základní části poté se vrátil zpět do týmu Seattle Thunderbirds kde dokončil sezónu 2008/2009. V Binghamton Senators začíná svou třetí sezónu v AHL a 31. prosince 2010 debutoval v NHL v týmu Ottawa Senators proti týmu Columbus Blue Jackets, ve kterém odehrál 6 minut a 57 sekund čistého času.

## Prvenství

### NHL
- Debut - 31. prosince 2010 (Columbus Blue Jackets proti Ottawa Senators)
- První gól - 15. února 2012 (Florida Panthers proti Ottawa Senators)
- První asistence - 4. března 2012 (Ottawa Senators proti Florida Panthers)

### KHL
- Debut - 17. září 2014 (Metallurg Novokuzněck proti Salavat Julajev Ufa)
- První asistence - 17. září 2014 (Metallurg Novokuzněck proti Salavat Julajev Ufa)
- První gól - 17. října 2014 (Metallurg Novokuzněck proti HC Viťaz, brankáři Ivan Lisutin)

## Klubové statistiky
| Sezóna       | Klub                    | Soutěž       |    | Základní část | Základní část | Základní část | Základní část | Základní část |   | Play off | Play off | Play off | Play off | Play off |
| Sezóna       | Klub                    | Soutěž       | Z  | G             | A             | B             | TM            | Z             | G | A        | B        | TM       |          |          |
| 2003/2004    | Detroit Little Caesars  | MWEHL        | 68 | 19            | 24            | 43            | 72            | —             | — | —        | —        | —        |          |          |
| 2004/2005    | USNTDP                  | USDP         | 54 | 16            | 18            | 34            | 51            | 1             | 0 | 0        | 0        | 0        |          |          |
| 2005/2006    | USNTDP                  | USDP         | 51 | 17            | 24            | 41            | 76            | —             | — | —        | —        | —        |          |          |
| 2006/2007    | University of Minnesota | NCAA         | 43 | 7             | 8             | 15            | 51            | —             | — | —        | —        | —        |          |          |
| 2007/2008    | Seattle Thunderbirds    | WHL          | 70 | 21            | 34            | 55            | 66            | 12            | 2 | 6        | 8        | 14       |          |          |
| 2008/2009    | Seattle Thunderbirds    | WHL          | 63 | 27            | 35            | 62            | 55            | 5             | 1 | 0        | 1        | 10       |          |          |
| 2008/2009    | Binghamton Senators     | AHL          | 6  | 0             | 1             | 1             | 0             | —             | — | —        | —        | —        |          |          |
| 2009/2010    | Binghamton Senators     | AHL          | 76 | 8             | 9             | 17            | 49            | —             | — | —        | —        | —        |          |          |
| 2010/2011    | Binghamton Senators     | AHL          | 74 | 24            | 32            | 56            | 67            | 23            | 3 | 4        | 7        | 12       |          |          |
| 2010/2011    | Ottawa Senators         | NHL          | 6  | 0             | 0             | 0             | 2             | —             | — | —        | —        | —        |          |          |
| 2011/2012    | Binghamton Senators     | AHL          | 27 | 7             | 7             | 14            | 10            | —             | — | —        | —        | —        |          |          |
| 2011/2012    | Ottawa Senators         | NHL          | 28 | 3             | 3             | 6             | 4             | 7             | 0 | 1        | 1        | 0        |          |          |
| 2012/2013    | Ottawa Senators         | NHL          | 29 | 5             | 1             | 6             | 8             | —             | — | —        | —        | —        |          |          |
| 2013/2014    | Binghamton Senators     | AHL          | 51 | 11            | 18            | 29            | 46            | 2             | 1 | 1        | 2        | 2        |          |          |
| 2014/2015    | Metallurg Novokuzněck   | KHL          | 22 | 2             | 10            | 12            | 30            | —             | — | —        | —        | —        |          |          |
| 2014/2015    | Hershey Bears           | AHL          | 32 | 10            | 19            | 29            | 26            | 10            | 3 | 1        | 4        | 8        |          |          |
| 2015/2016    | New Jersey Devils       | NHL          | 4  | 0             | 0             | 0             | 2             | —             | — | —        | —        | —        |          |          |
| 2015/2016    | Albany Devils           | AHL          | 56 | 19            | 19            | 38            | 48            | 6             | 2 | 3        | 5        | 4        |          |          |
| 2016/2017    | San Antonio Rampage     | AHL          | 53 | 9             | 15            | 24            | 42            | —             | — | —        | —        | —        |          |          |
| 2017/2018    | Belleville Senators     | AHL          | 60 | 13            | 16            | 29            | 44            | —             | — | —        | —        | —        |          |          |
| 2017/2018    | Ottawa Senators         | NHL          | 10 | 0             | 1             | 1             | 0             | —             | — | —        | —        | —        |          |          |
| 2018/2019    | Belleville Senators     | AHL          | 11 | 1             | 2             | 3             | 4             | —             | — | —        | —        | —        |          |          |
| 2019/2020    | Nürnberg Ice Tigers     | DEL          | 15 | 1             | 1             | 2             | 10            | —             | — | —        | —        | —        |          |          |
| Celkem v NHL | Celkem v NHL            | Celkem v NHL | 77 | 8             | 5             | 13            | 16            | 7             | 0 | 1        | 1        | 0        |          |          |
| Celkem v KHL | Celkem v KHL            | Celkem v KHL | 22 | 2             | 10            | 12            | 30            | —             | — | —        | —        | —        |          |          |

## Reprezentace
| Rok            | Tým            | Soutěž         | Z  | G | A | B  | TM |
| -------------- | -------------- | -------------- | -- | - | - | -- | -- |
| 2005           | USA 17         | WHC-17         | 5  | 2 | 3 | 5  | 6  |
| 2006           | USA 18         | MS-18          | 6  | 3 | 1 | 4  | 6  |
| 2007           | USA 18         | MS-18          | 7  | 3 | 4 | 7  | 12 |
| 2009           | USA 20         | MSJ            | 6  | 1 | 3 | 4  | 2  |
| Celkem v MS-18 | Celkem v MS-18 | Celkem v MS-18 | 13 | 6 | 5 | 11 | 18 |